# Francis Connesson

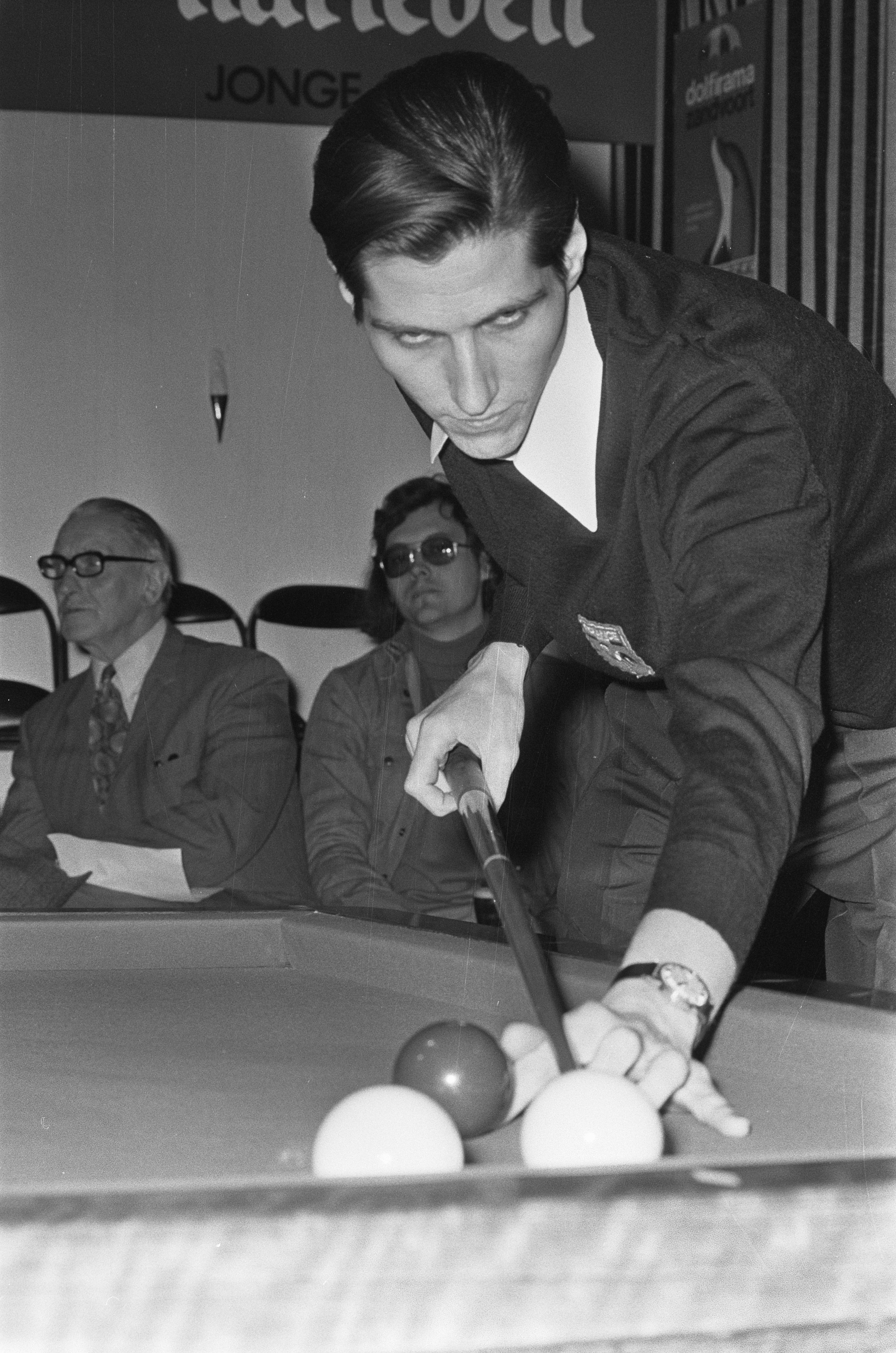
Francis Connesson

Francis Connesson (Nancy, 13 september 1948) is een Franse carambolebiljarter die gespecialiseerd is in de korte spelsoorten.
Hij begon op zevenjarige leeftijd te biljarten in het café van zijn ouders en kreeg als jeugdspeler les van Roger Conti.
Hij veroverde in diverse vormen van het kaderspel vier wereldtitels en acht Europese titels.
Zijn topprestaties bij het bandstoten blijven daar iets bij achter met drie tweede plaatsen op het wereldkampioenschap en vijf tweede plaatsen op het Europees kampioenschap.
Hij ging zich in de jaren 90 van de 20e eeuw ook bekwamen in het driebanden wat hem twee tweede plaatsen op het Europees kampioenschap opleverde.

## Wereldtitels
- Ankerkader 47/1 in 1980 en 1982
- Ankerkader 47/2 in 1978
- Ankerkader 71/2 in 1975

## Europese titels
- Ankerkader 47/1 in 1977
- Ankerkader 47/2 in 1975, 1978 (maart), 1978 (dec.) en 1980
- Ankerkader 71/2 in 1974, 1975 en 1979